# Bathydraconidae

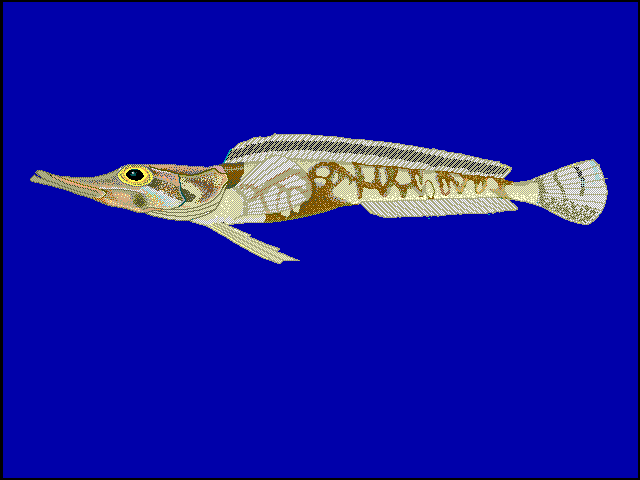
Cygnodraco mawsoni.

Los batidracónidos (Bathydraconidae) son una familia de peces marinos incluida en el orden Perciformes. Se distribuyen por el Antártico.
Se caracterizan porque normalmente la boca no es protusible, las membranas branquiales están fusionadas y porque falta en ellos la aleta dorsal espinosa.

## Géneros
Existen unos 11 géneros:
- Género Acanthodraco (Skóra, 1995)
- Género Akarotaxis (DeWitt y Hureau, 1979)
- Género Bathydraco (Günther, 1878)
- Género Cygnodraco (Waite, 1916 )
- Género Gerlachea (Dollo, 1900)
- Género Gymnodraco (Boulenger, 1902)
- Género Parachaenichthys (Boulenger, 1902)
- Género Prionodraco (Regan, 1914)
- Género Psilodraco (Norman, 1937 )
- Género Racovitzia (Dollo, 1900)
- Género Vomeridens (DeWitt y Hureau, 1979)